# Djurgårdsvägen

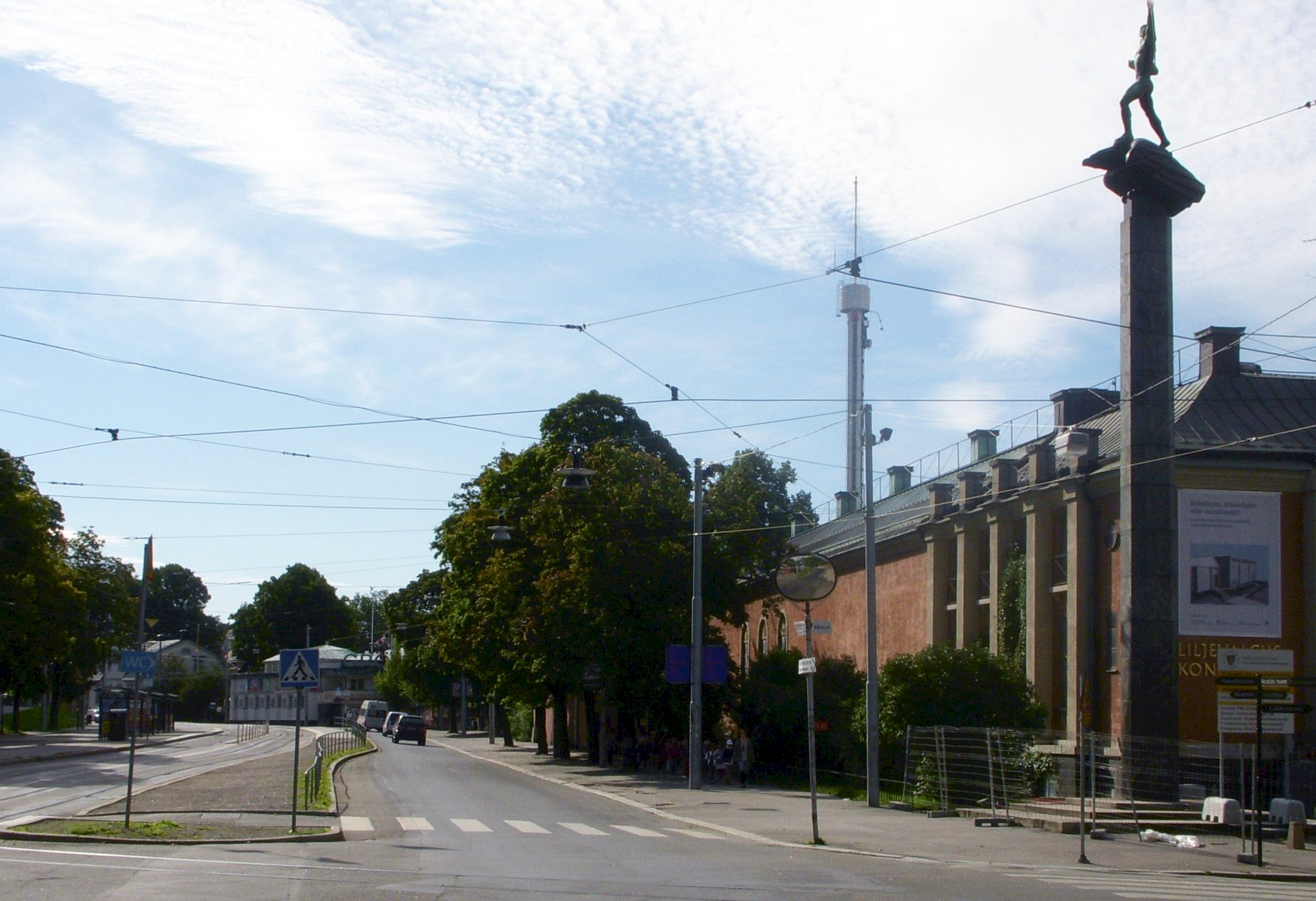
Djurgårdsvägen österut i höjd med Liljevalchs konsthall.

Djurgårdsvägen är en gata i stadsdelen Djurgården i Stockholm. År 1922 fick gatan sitt nuvarande namn.

## Vägen

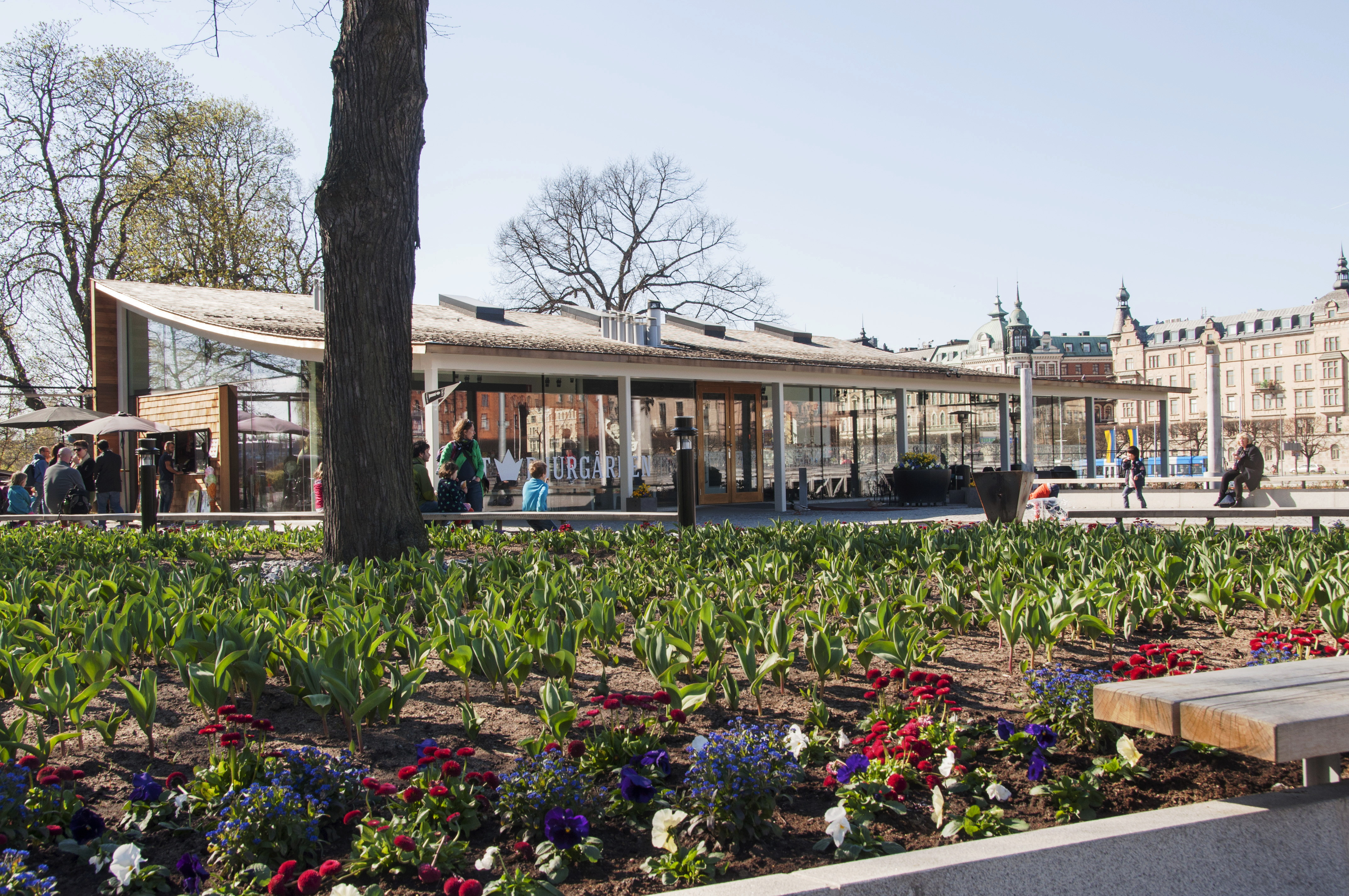
Djurgårdens besökscentrum, Djurgårdsvägen 2.

Djurgårdsvägen börjar vid Djurgårdsbron och följer sedan längs hela Södra Djurgården, förbi Djurgårdsstaden fram till Thielska Galleriet. Gatan hette redan på 1700-talet Diurgårdsvägen som Tillæus' karta från 1733 visar. På senare kartor från 1800-talets slut var vägens namn Stora vägen över Kungliga Djurgården.

## Byggnader längs vägen
Längs Djurgårdsvägen finns många sevärdheter samlade och området kallas även Evenemangsparken Södra Djurgården. Efter Djurgårdsbron på västra sidan om gatan finns sedan år 2013 Djurgårdens besökscentrum. Årligen passerar här omkring 10 miljoner besökare och en informationspaviljong blev nödvändig. Utmed västra sidan ligger bland annat Vasamuseet, Nordiska museet, Junibacken, Liljevalchs konsthall, Melody Hotel med Abbamuseet, Gröna Lund samt Djurgårdskyrkan.
Mot öst utbreder sig Skansen samt Biologiska museet, Jägarhyddan, Spanska ambassaden och Hasselbacken. Följer man Djurgårdsvägen längre österut passerar man några intressanta byggnader på Alberget som Franska värdshuset, Villa Kåa, Weylandtska villan och Vintra (arkitekt Ferdinand Bobergs hem). Ännu längre österut följer bland annat Oakhill, Listonhill, Alnäs, Nedre Manilla, Mullberget och Täcka udden. Djurgårdsvägen slutar på Blockhusudden och Thielska Galleriet.
Den 12 mars 1891 bildades Djurgårdens IF på ett (numera försvunnet) kafé med adressen Alberget 4A – nuvarande Djurgårdsvägen 124.

## Byggnader (museum)

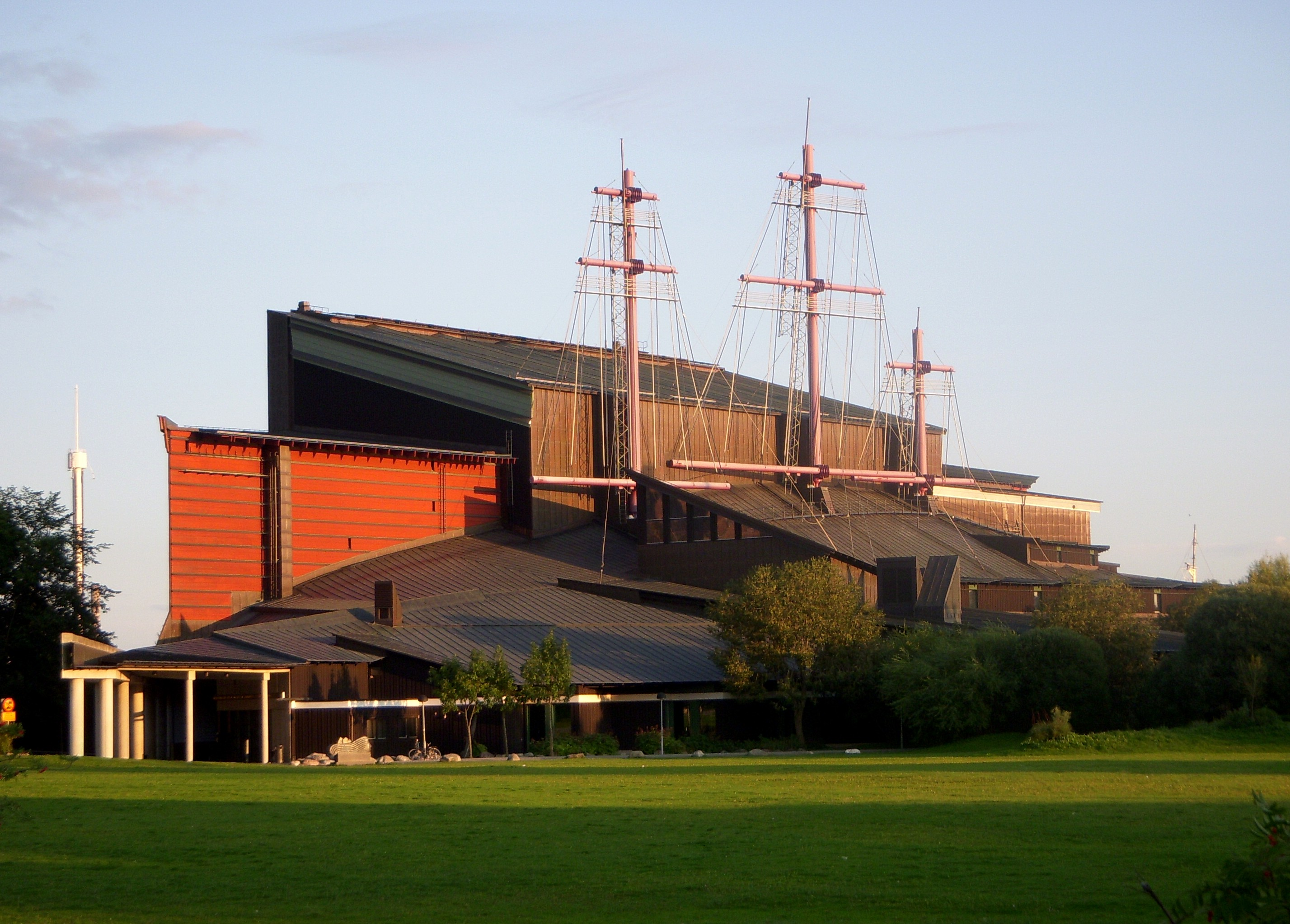
Vasamuseet
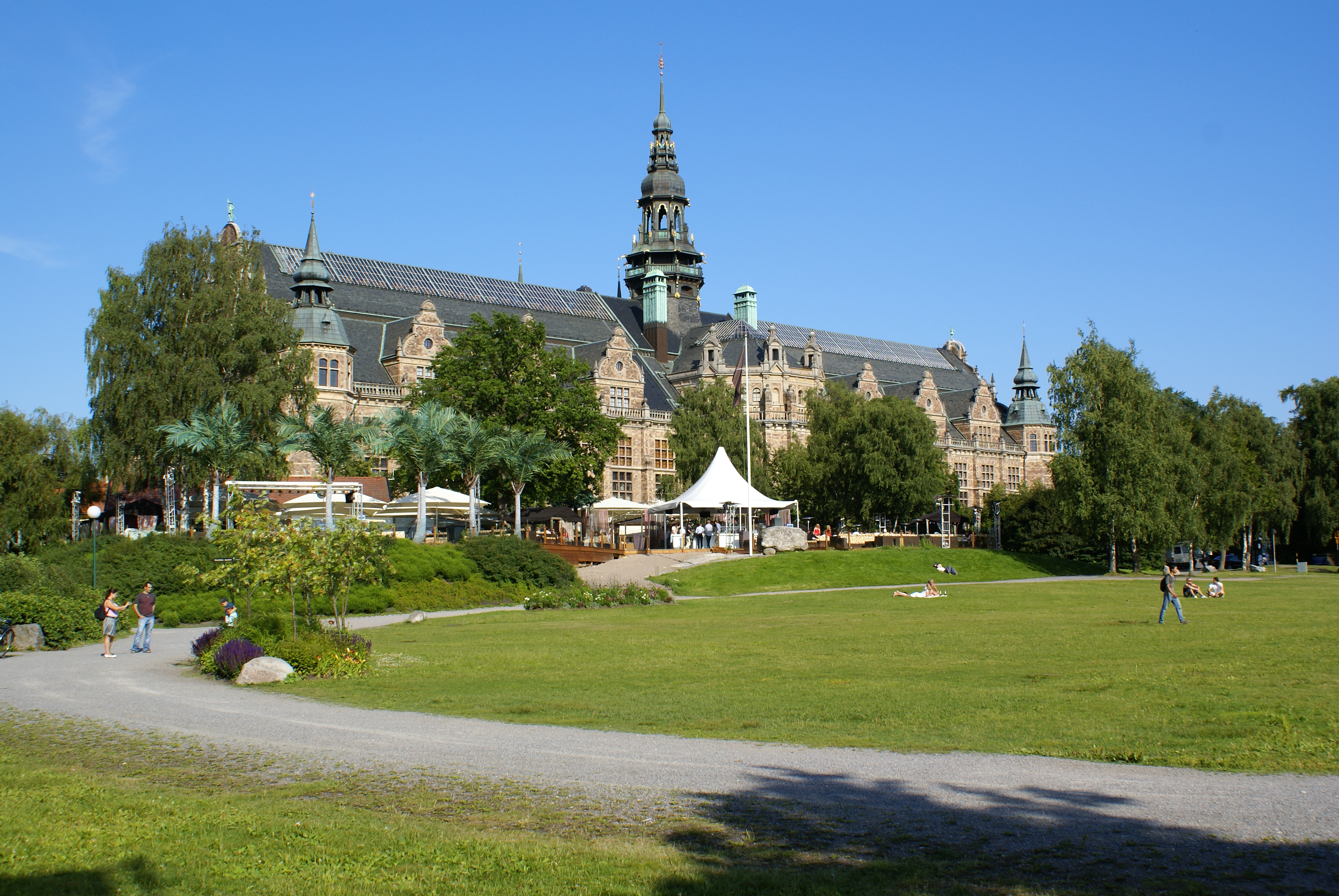
Nordiska museet
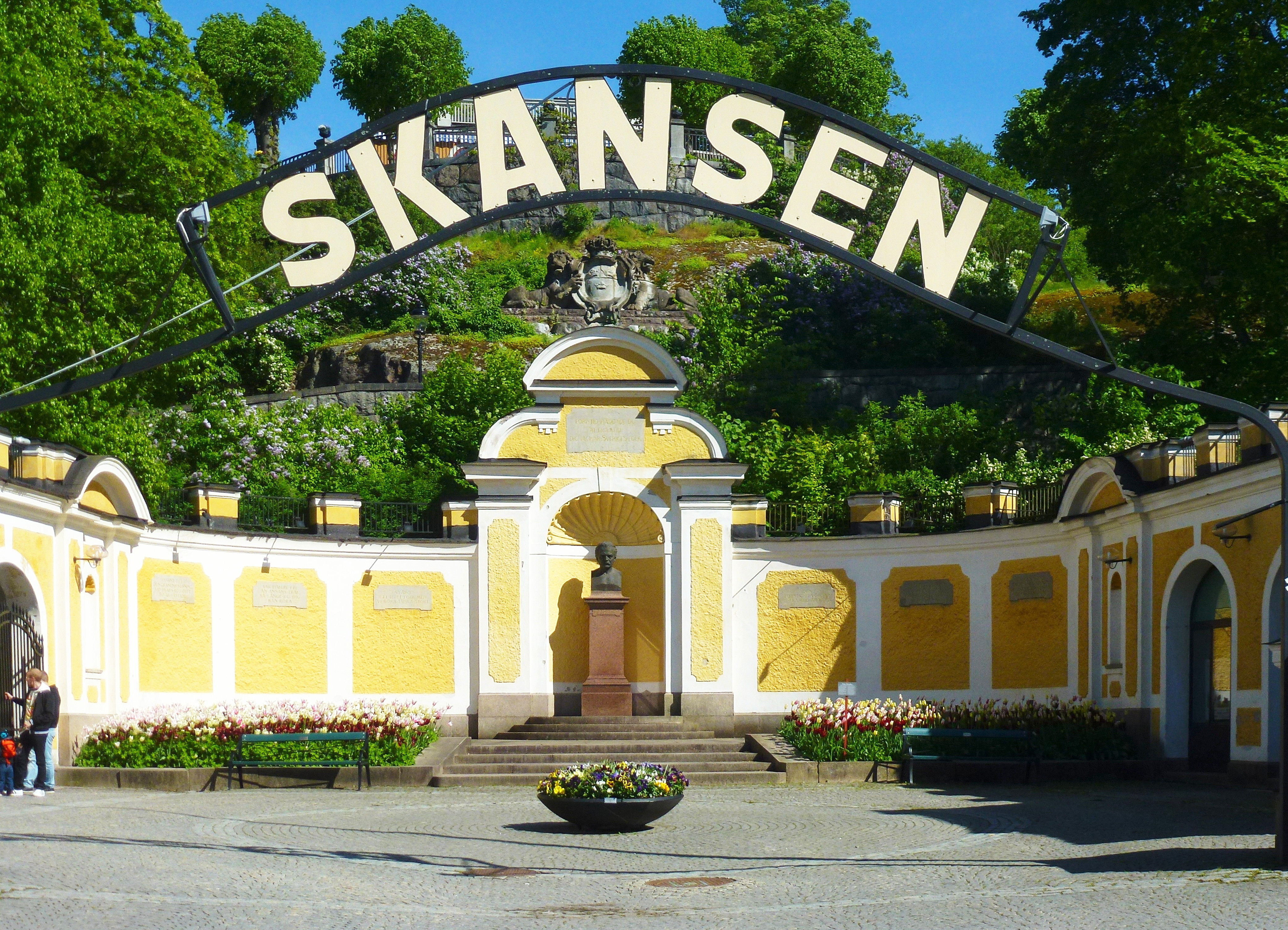
Skansen
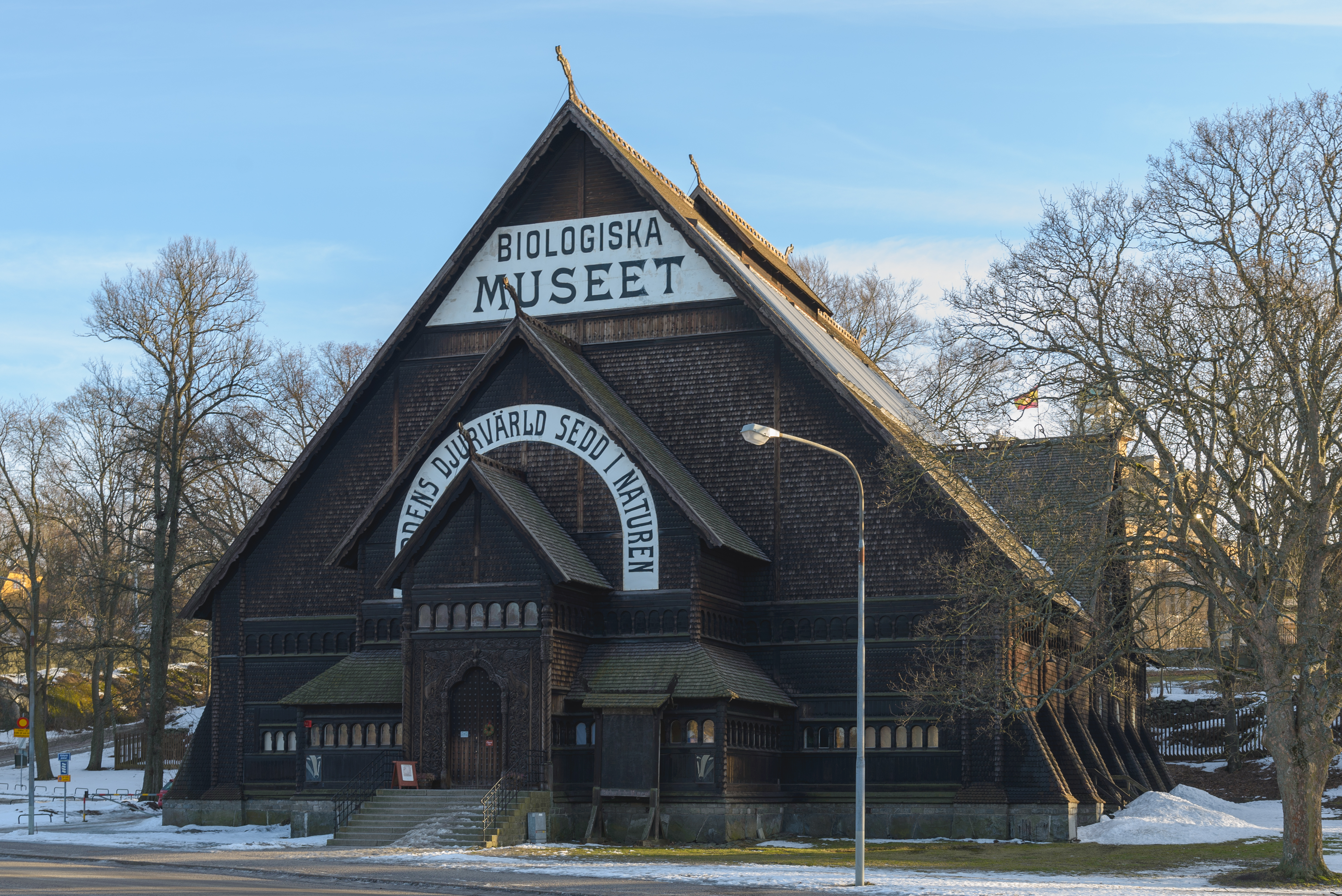
Biologiska museet
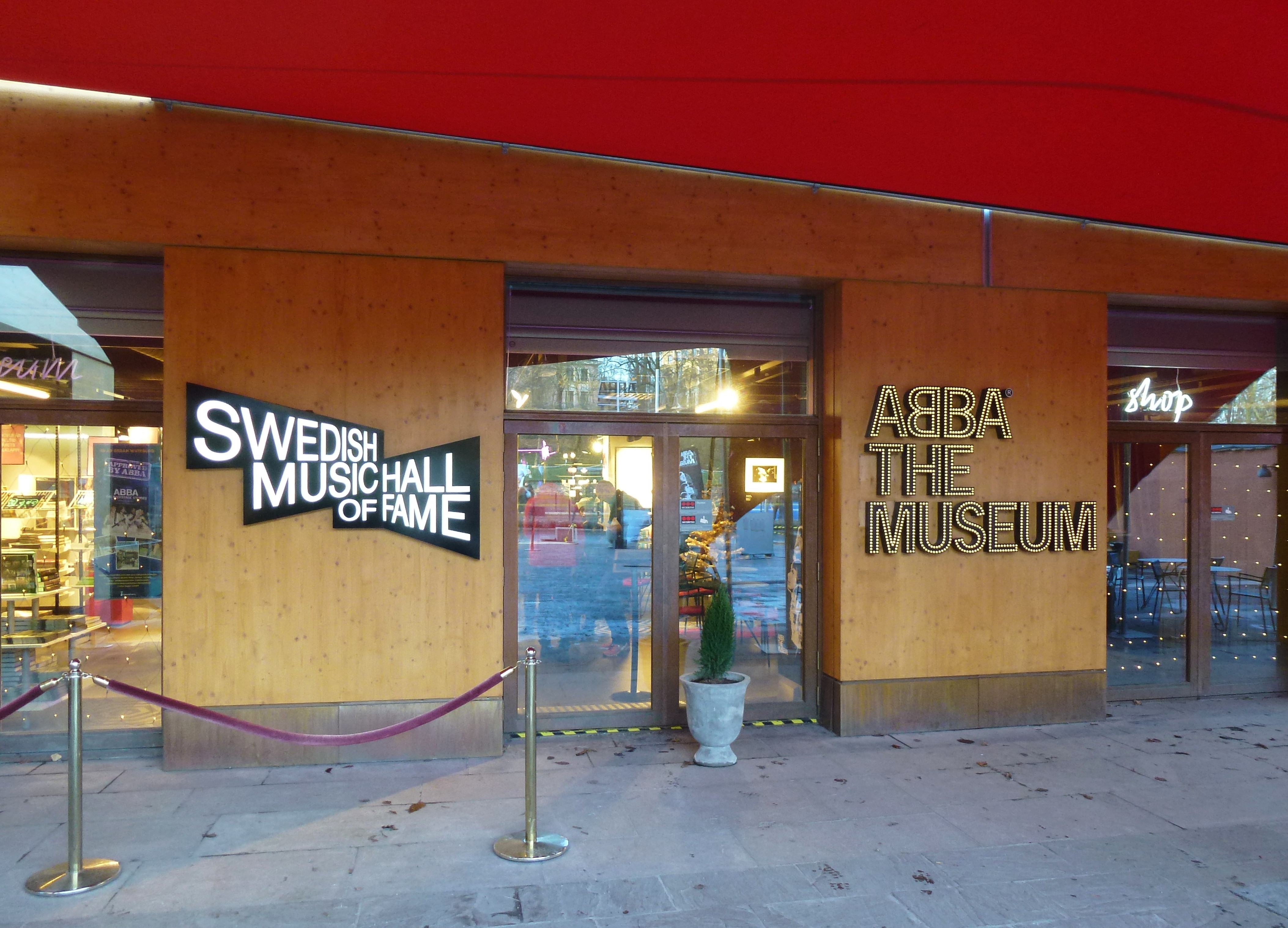
Abbamuseet

## Byggnader (villor, urval)

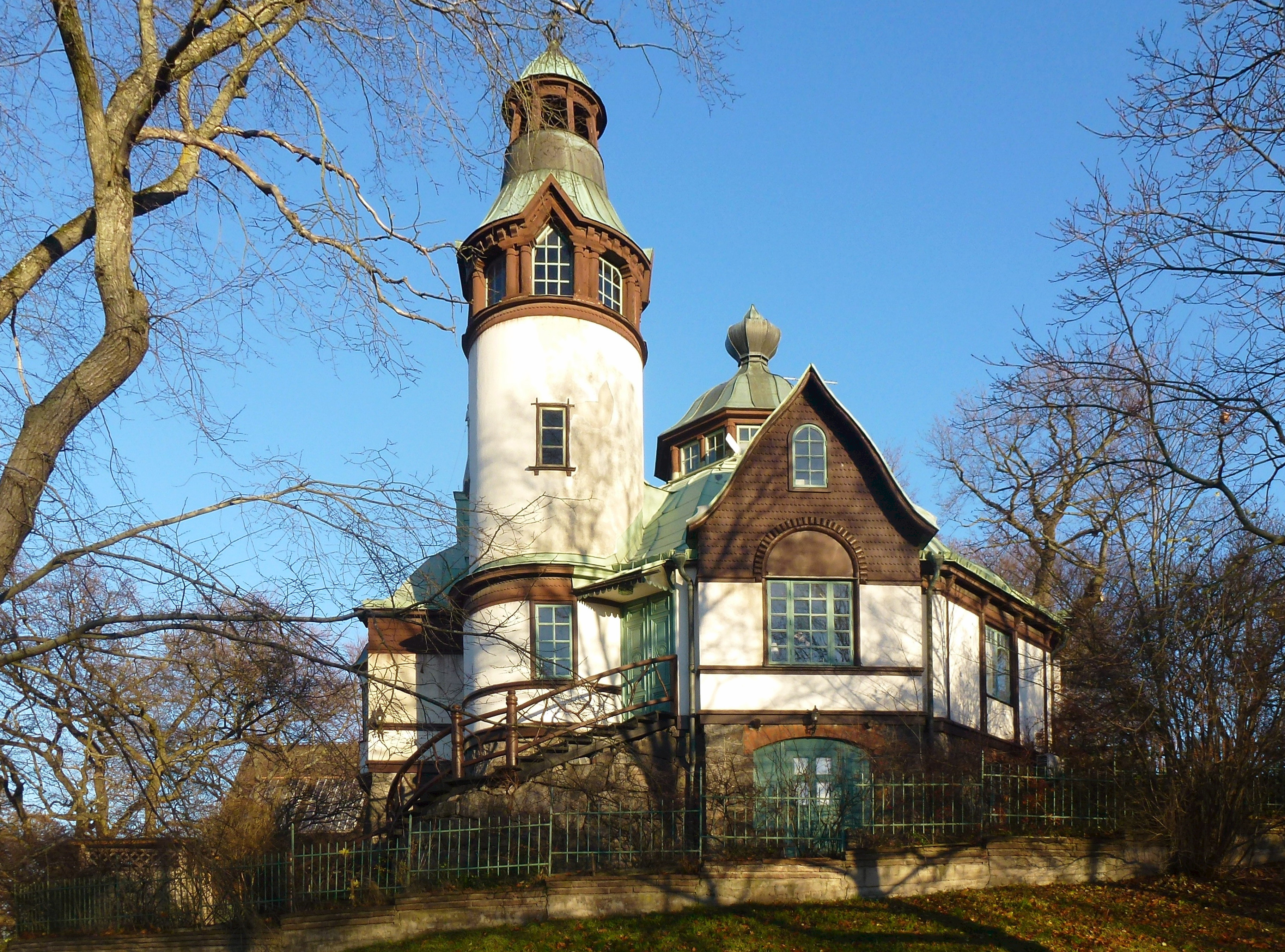
Jägarhyddan
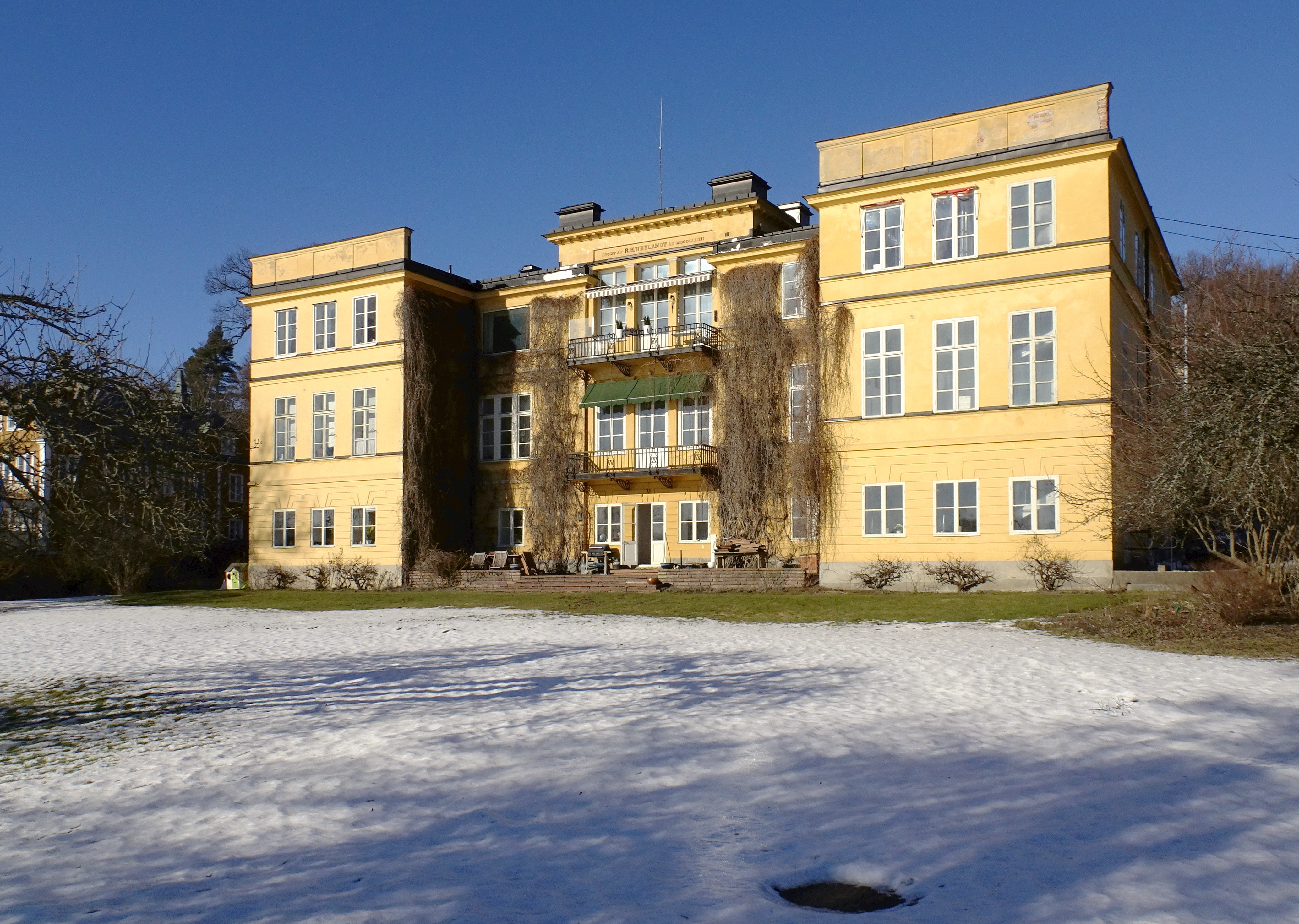
Weylandtska villan
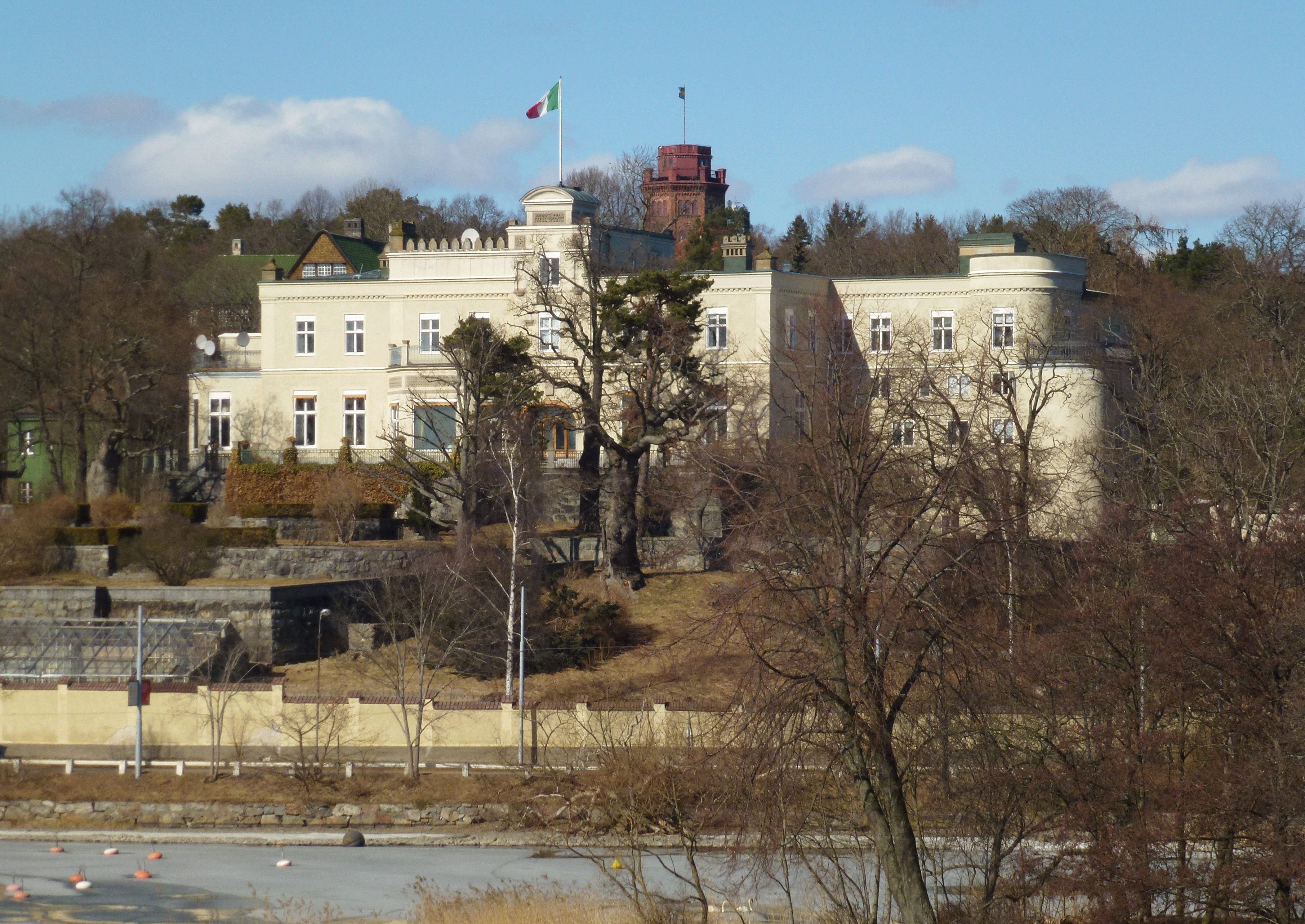
Oakhill
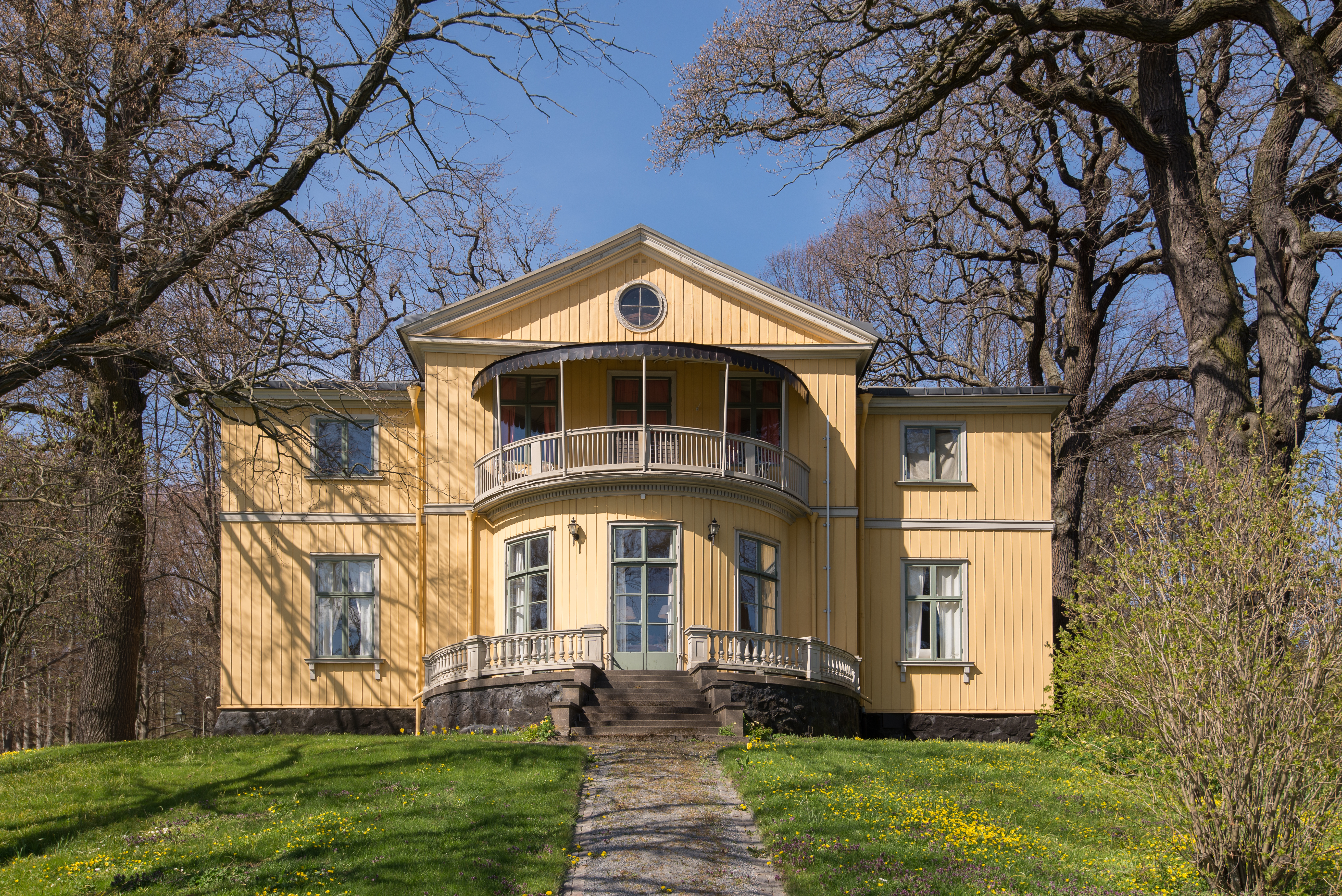
Listonhill
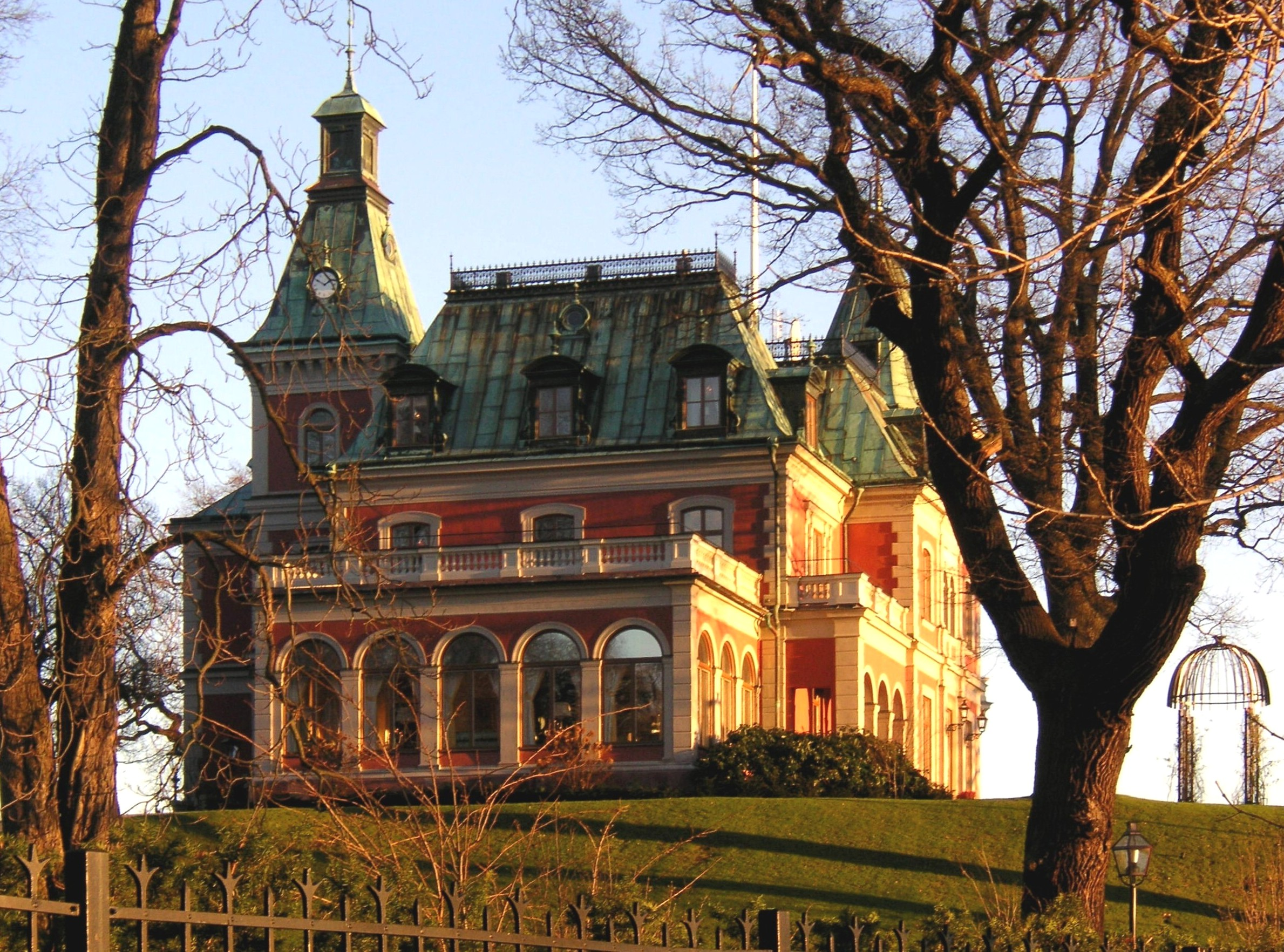
Täcka udden